# Prospect Heights (Illinois)
Prospect Heights es una ciudad ubicada en el condado de Cook en el estado estadounidense de Illinois. En el Censo de 2010 tenía una población de 16256 habitantes y una densidad poblacional de 1.471,28 personas por km².

## Geografía
Prospect Heights se encuentra ubicada en las coordenadas 42°6′12″N 87°55′29″O / 42.10333, -87.92472. Según la Oficina del Censo de los Estados Unidos, Prospect Heights tiene una superficie total de 11.05 km², de la cual 10.97 km² corresponden a tierra firme y (0.68%) 0.08 km² es agua.

## Demografía
Según el censo de 2010, había 16256 personas residiendo en Prospect Heights. La densidad de población era de 1.471,28 hab./km². De los 16256 habitantes, Prospect Heights estaba compuesto por el 75.28% blancos, el 1.51% eran afroamericanos, el 0.67% eran amerindios, el 7.88% eran asiáticos, el 0.01% eran isleños del Pacífico, el 12.53% eran de otras razas y el 2.12% pertenecían a dos o más razas. Del total de la población el 29.81% eran hispanos o latinos de cualquier raza.